# Vacanze al Messico

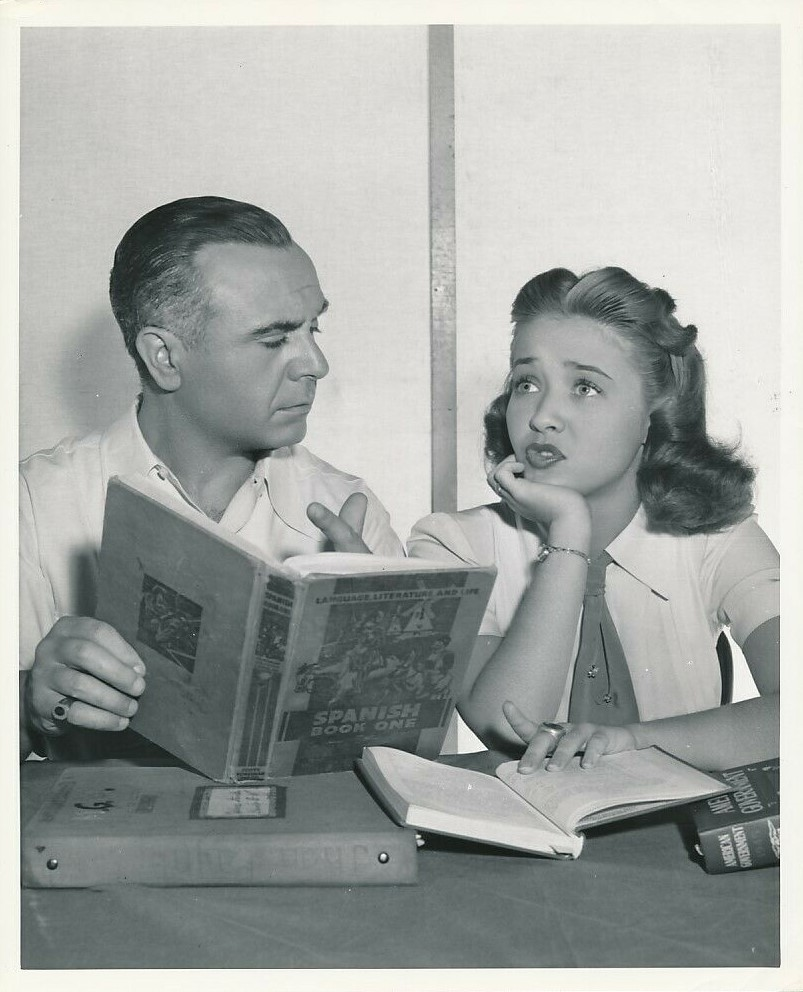

Vacanze al Messico (Holiday in Messico) è un film del 1946 diretto da George Sidney.

## Trama
La figlia di un ambasciatore crede di amare, ricambiata, un anziano musicista. Questi però la disillude e lei finisce con l'accettare la corte di un coetaneo.

## Produzione
Il film fu prodotto dalla Metro-Goldwyn-Mayer (MGM). Nel film appare Xavier Cugat and His Orchestra, le coreografie sono firmate da Stanley Donen.

## Distribuzione
Distribuito dalla Metro-Goldwyn-Mayer (MGM), il film uscì nelle sale cinematografiche USA nel settembre 1946.